# Xenodacnis
Xenodacnis is een geslacht van zangvogels uit de familie Thraupidae (tangaren):
- Xenodacnis parina  – Meespitpit
- Xenodacnis petersi  – Gestreepte pitpit